# Хроматограф

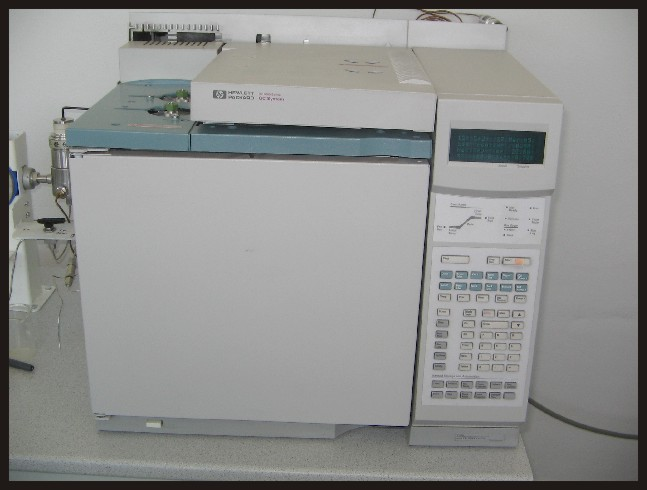
Газовий хроматограф

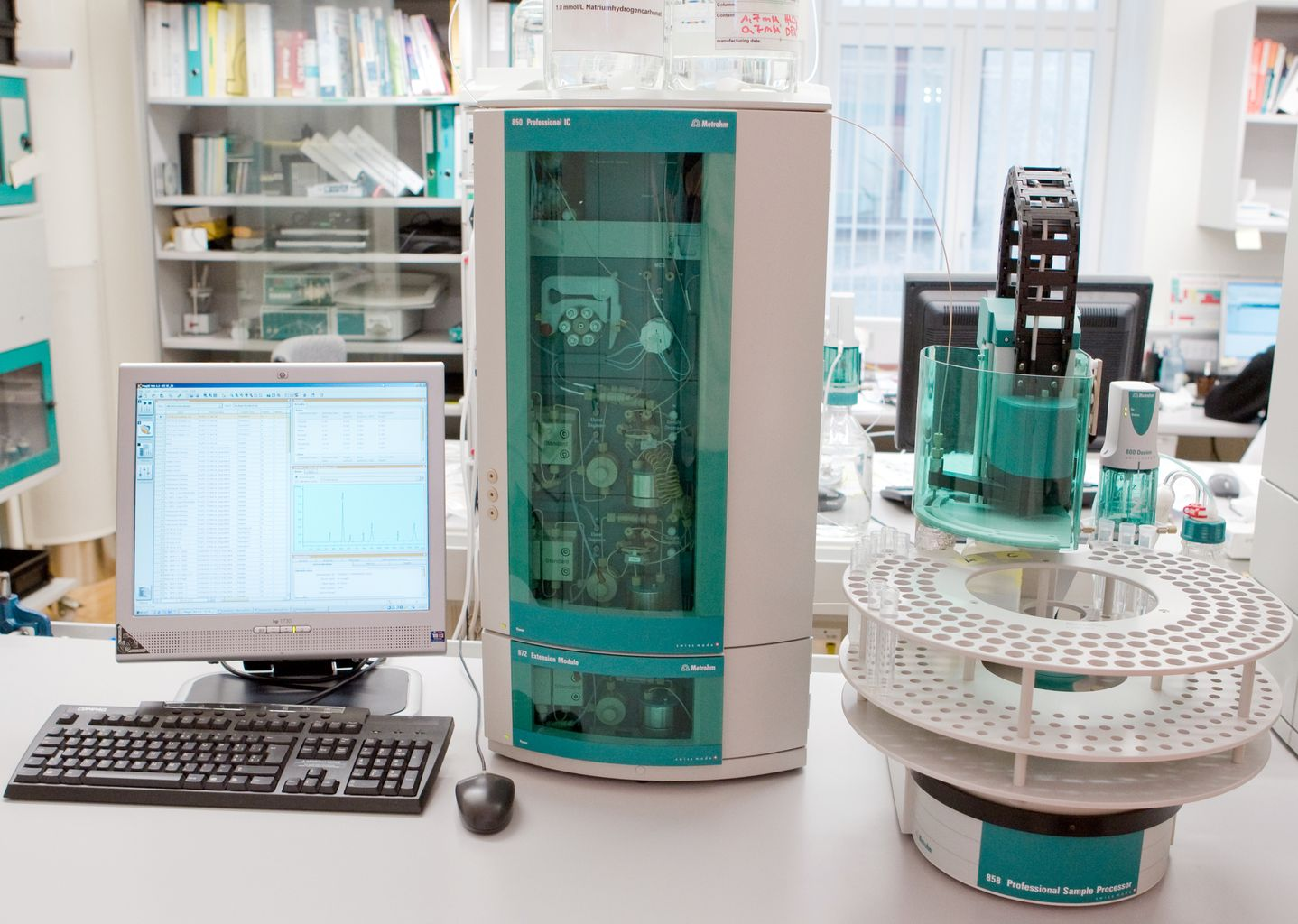
Рідинний хроматограф

Хромато́граф (англ. chromatograph, chromatography recorder; нім. Chromatograph m) — прилад, призначений для розділення сумішей і вимірювання їхнього компонентного складу методом хроматографії. Принцип дії ґрунтується на різній сорбції складових частин яким-небудь адсорбентом.

## Класифікація
Зазвичай хроматографи ділять на дві великі групи: газові та рідинні, за типом використовуваного елюенту. У газових хроматографах елюентом (газом-носієм) виступає газ (як правило, інертний, в основному використовуються водень, гелій, азот і аргон), в рідинної хроматографії носієм є рідина (як правило, органічні розчинники, вода і водні розчини використовуються в особливих видах хроматографії, наприклад, в гель-фільтруючої).